# آنتیاس کوپری
آنتیاس کوپری (نام علمی: Pseudanthias cooperi) نام یک گونه از زیرخانواده آنتیاس‌ها است.